# Championnat de Tunisie masculin de volley-ball 1959-1960
Navigation
Saison précédente Saison suivante
Le championnat de Tunisie masculin de volley-ball 1959-1960 oppose les neuf meilleures équipes tunisiennes de volley-ball en raison du retrait de la Jeunesse olympique de Tunis.
L'Étoile sportive goulettoise conserve son titre malgré la lutte avec l'Alliance sportive qui s'est renforcée par l'arrivée de Hassine Belkhouja (Espérance sportive de Tunis ou EST) et André, alias Thomas, Berrebi (Jeunesse olympique de Tunis). Cependant, une défaite sur le tapis hypothèque ses chances. En plus de ses cadres habituels — Max Sitruk, Habib Ben Ezzeddine, Rachid Ben Mhammed, Chedly Fazaa, Moncef Farhat, Ridha Jaïet et Gugus Cohen — l'Étoile sportive goulettoise se renforce par l'arrivée d'Abdelkrim Derouiche, Abdallah Ben Jebara (Zitouna Sports) et Naceur Ben Sliman (EST).
Quant à la coupe de Tunisie, elle est remportée par l'Union sportive tunisienne aux dépens de l'Alliance sportive.

## Division nationale
Le classement final est le suivant :
| Rang | Équipe                         | Points | Matchs | Victoires | Défaites | Forfaits ou pénalités |
| 1    | Étoile sportive goulettoise    | 30     | 16     | 14        | 2        | 0                     |
| 2    | Alliance sportive              | 29     | 16     | 14        | 1        | 1                     |
| 3    | Union sportive tunisienne      | 28     | 16     | 12        | 4        | 0                     |
| 4    | Union sportive goulettoise     | 24     | 16     | 8         | 8        | 0                     |
| 5    | Association sportive française | 23     | 16     | 7         | 9        | 0                     |
| 6    | Cercle des nageurs tunisiens   | 22     | 16     | 6         | 10       | 0                     |
| 7    | Avenir musulman                | 21     | 16     | 5         | 11       | 0                     |
| 8    | Espérance sportive de Tunis    | 20     | 16     | 4         | 12       | 0                     |
| 9    | Étoile sportive du Sahel       | 17     | 16     | 2         | 13       | 1                     |

## Division 2
Le Club sportif des cheminots, champion de la division 2 (selon la nouvelle appellation), accède en division nationale. Le classement final de cette division est le suivant :
- 1er : Club sportif des cheminots
- 2e : Association sportive des sapeurs pompiers
- 3e : Union sportive de la marine de Menzel Bourguiba
- 4e : Club africain
- 5e : Al Mansoura Chaâbia de Hammam Lif
- 6e : Association sportive de Montfleury
- 7e : Zitouna Sports

## Division 3
Sept clubs disputent ce championnat. Les deux premiers, le Club olympique de Kélibia et la Jeunesse sportive de Beausite, accèdent en division 2. Les autres clubs sont : 
- Al Hilal
- Patriote de Sousse
- Union culturelle de Sfax
- Stade africain de Menzel Bourguiba
- Olympique de Béja